# Mun coréen
Pour les articles homonymes, voir Mun.
Le mun (hangeul : 문 ; hanja : 文 ; API : /mun/)  a été la principale monnaie de la Corée de 1625 à 1892 et sa première monnaie métallique largement utilisée. 
Il ressemble au wen chinois et son nom lui est aussi apparenté puisqu'il est écrit avec le même caractère tout comme le mon du Japon.
Précédent le mun, des pièces trouées portant les inscriptions tongbo (通寶) et jungbo (重寶), ainsi que des vases en argent appelés ŭnbyŏng étaient utilisés comme monnaie sous le royaume Goryeo (918–1392), mais aussi des monnaies importées de la Chine impériale.
Les muns étaient des pièces rondes avec un trou carré au centre et étaient fabriquées avec du bronze, cuivre ou du laiton. Elles portaient l'inscription Sangpyeong Tongbo (常平通寶) en caractères chinois. 
Les valeurs les plus communes étaient de 1, 2, 5 et, à partir de 1866, de 100 muns, à cause de l'inflation.
100 muns faisaient 1 jeon ou chon, et 1000 muns ou 10 jeons faisaient 1 kwan, ou hwan (환/圜) en argent.
En 1888, quelques pièces de type moderne en won (ou warn), ont été frappées avec différentes valeurs faciales, parfois d'une valeur de 1 000 muns, peu avant le remplacement du mun par le yang. Le mun circula jusqu'en 1908, au taux de 0,001, puis 0,002 mun pour 1 jeon ou chon.

## Galerie
|  |  |